# M59 'Long Tom'

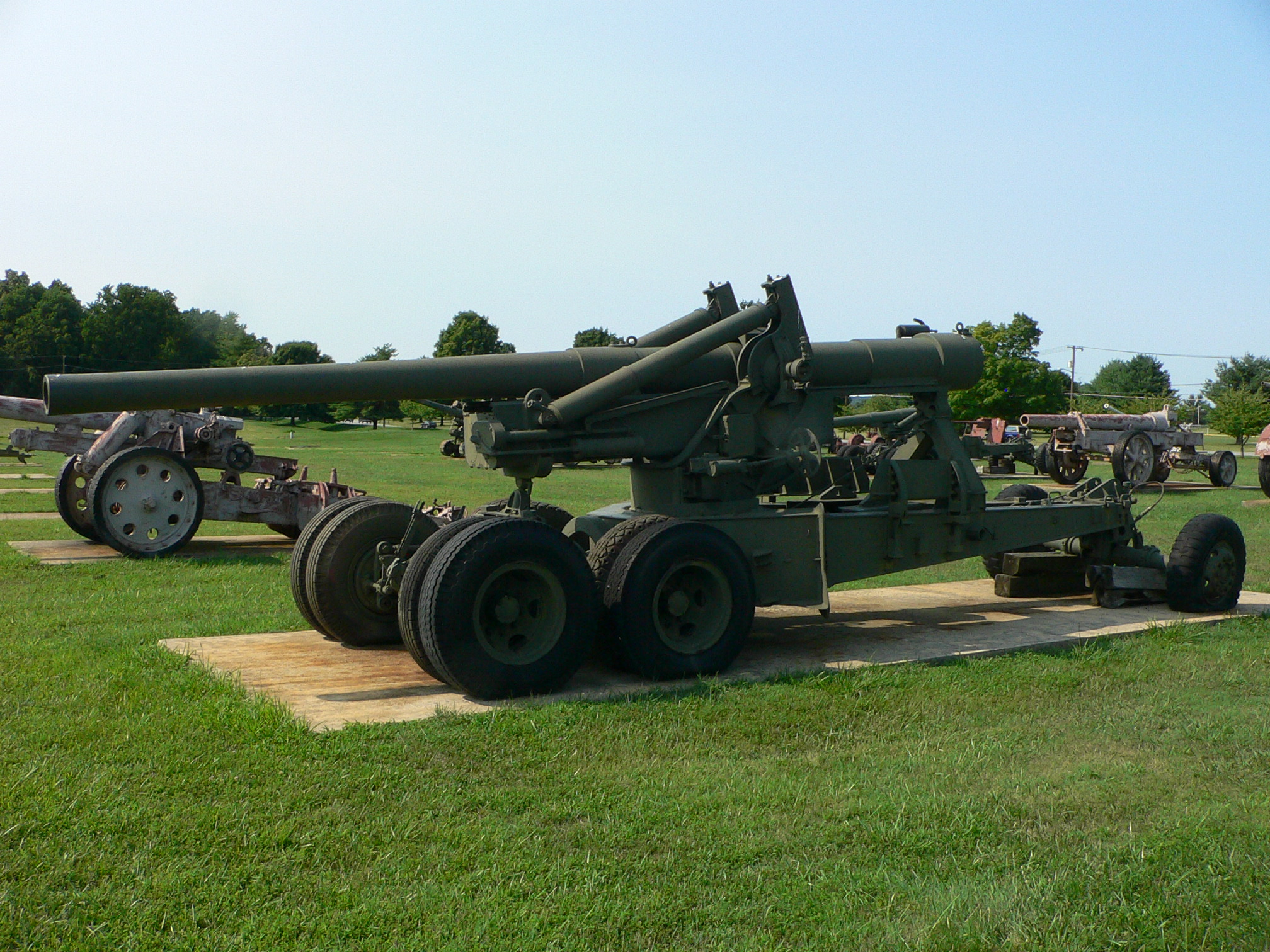
Een M1 "Long Tom" in vervoer positie.

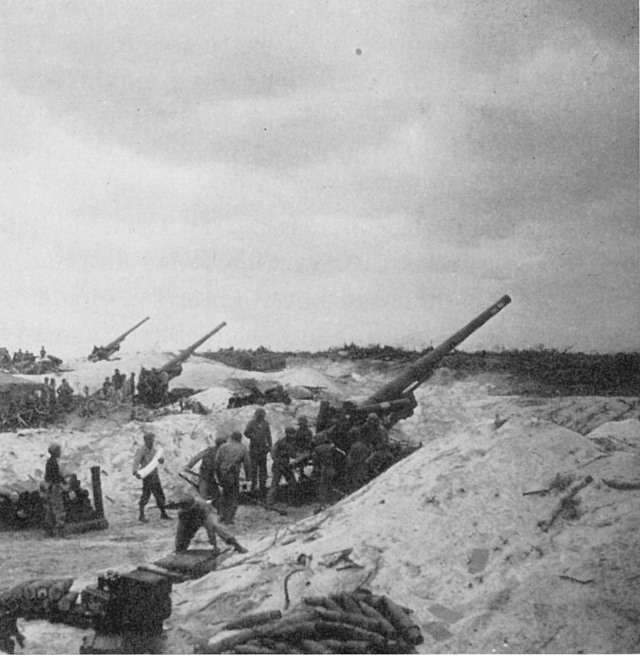
In stelling op Okinawa 1945

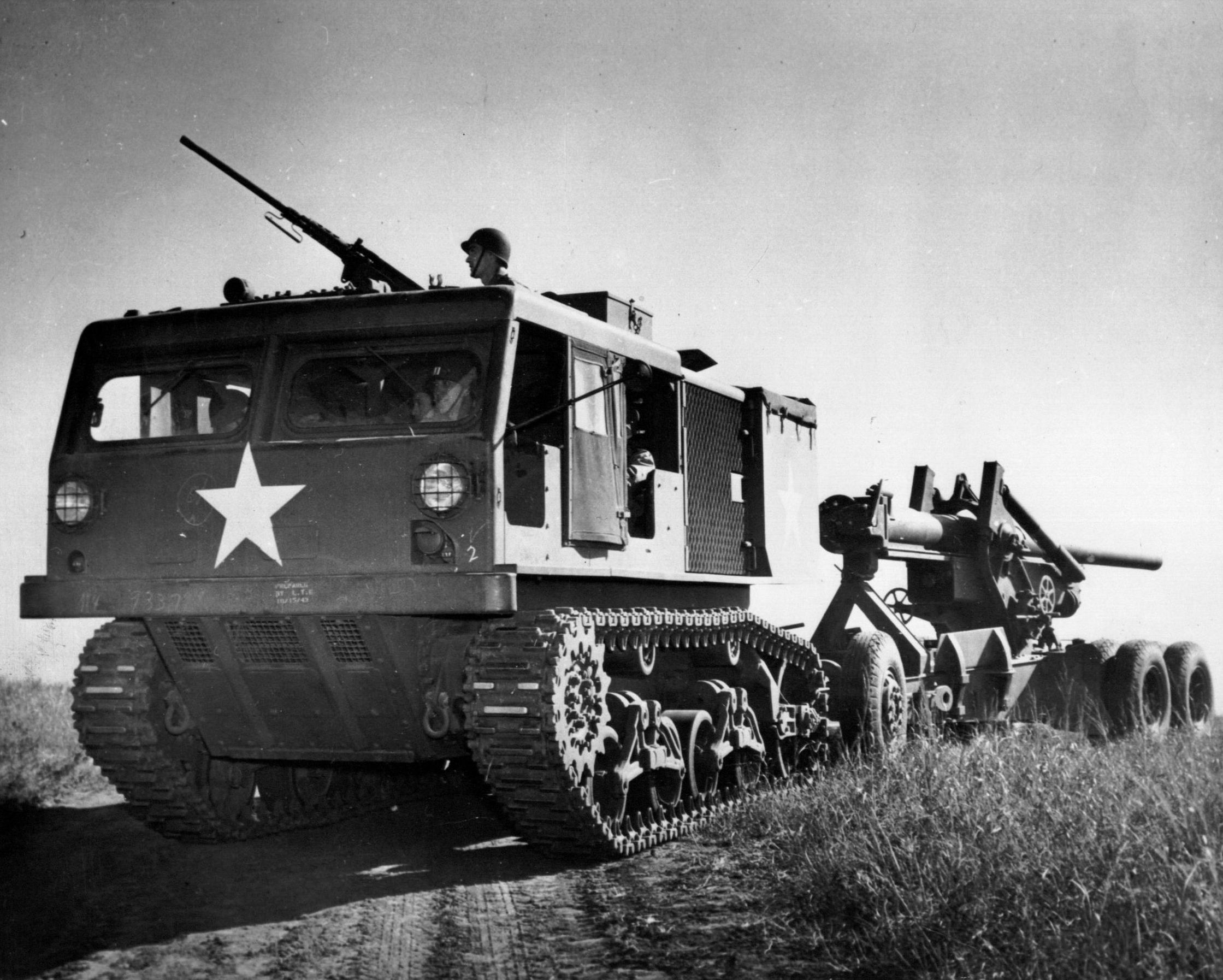
Een M1 "Long Tom" getrokken door een M4 High Speed Tractor

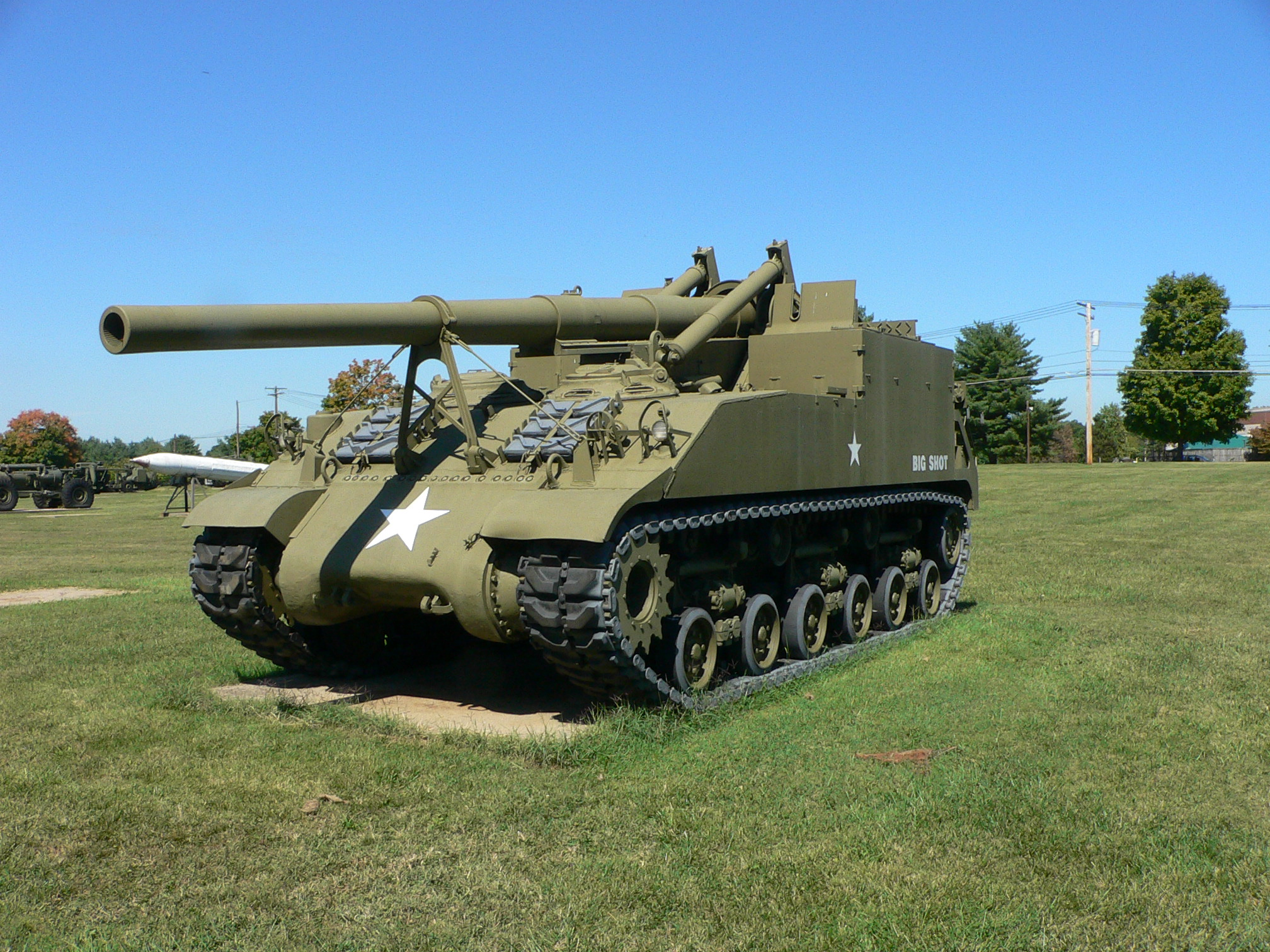
De M40; Een "Long Tom" gemonteerd op een M4 tankchassis vormt de opvolging van getrokken geschut, de z.g. gemechaniseerde artillerie.

De  M 59 'Long Tom' is een zwaar artilleriestuk met een kaliber van 155 mm, ontwikkeld in 1938 in Amerika en in gebruik sinds de Tweede Wereldoorlog.

## Algemeen
Het belangrijkste wapen van de Amerikaanse lange-afstandartillerie had aanvankelijk de officiële typeaanduiding: 155 mm gun M1 on Carriage M1 en kreeg al snel de bijnaam 'Long Tom'. Verdere ontwikkelingen aan het kanon leidden tot de versies M1A1 en M2. Na de Tweede Wereldoorlog werd, bij de reorganisatie van het Amerikaanse leger, de typeaanduiding vervangen door M59.
De Long Tom is een veldgeschut met hydropneumatische rem- en vooruitbrenginrichting. Het sluitstuk heeft een centrale schroefafsluiting met onderbroken schroefdraad. Het kaliber is 155mm en de kanonloop heeft een lengte van 45 kalibers. Het gewicht van de loop is 4.180 kilogram en het totaal gewicht is 13.490 kilogram. Het maximale schootsbereik is 23.500 meter en de vuursnelheid bedraagt 1 schot per minuut gedurende de eerste 10 minuten en vervolgens één schot per twee minuten. De Long Tom kon granaten afschieten tegen gepantserde doelen en rook-, licht- en gasgranaten. Het gewicht van de projectielen was circa 43 kilogram. Voor de bediening was er een commandant, 10 kanonniers en een chauffeur.

## Onderstel
Het chassis, of affuit is zo gebouwd dat ermee over oneffen terrein gereden kan worden.
Het heeft daartoe twee assen met totaal vier dubbele banden. De beide assen kunnen opgedraaid worden zodat het kanon, wanneer het in stelling is gebracht, op een grondplaat komt te staan. Dit biedt een zeer stabiel platform zodat een grote accuratesse wordt bereikt. Aan de voorzijde is een puntige schop gemonteerd die in de grond steekt, om tijdens het afvuren, de terugslag van het kanon in de grond op te vangen.
Het affuit is aan de voorzijde voorzien van een trekhaak waarmee het gekoppeld wordt aan een artillerietrekker voor vervoer. Aanvankelijk werd het stuk getrokken door een Mack NO 6x6, 7½ tons vrachtauto, maar vanaf 1943 werd deze vervangen door de M4 High Speed Tractor.

## Geschiedenis
De Long Tom werd voor het eerst ingezet in de Noord-Afrikaanse campagne in 1943, door het Amerikaanse "34e Field Artillery Battalion". Uiteindelijk zijn er 49 Amerikaanse bataljons mee uitgerust, waaronder 40 aan het Europese Front en 9 in de Stille Oceaan. Het kanon werd daar vooral gebruikt in de strijd om Okinawa en Iwo Jima.
In het kader van de Lend-Lease Act zijn er onder meer aan Frankrijk 25 - en aan Engeland 184 Long Toms geleverd.
Het stuk is ook bij de Nederlandse Veld Artillerie in gebruik geweest. In 1952 werd de eerste afdeling opgericht, de 106 afd. Veldartillerie. Na 1959 was de vuurmond alleen bestemd voor mobilisabele afdelingen. In 1966 werd de Long Tom uit de bewapening genomen en vervangen door de 175mm-M107 gemechaniseerde artillerie. De trekker was aanvankelijk de High-Speed volrupstrekker M4 maar deze werd later vervangen door de DAF YA-616.

## Uitvoeringen
- Kanon-varianten:
  - M1920 - prototype van het 155mm-kanon en affuit. Door geldgebrek werd de ontwikkeling gestaakt.
  - T4 - prototype.
  - M1 (1938) - Eerste productievariant, 20 stuks gebouwd.
  - M1A1 (1941) - Met gemodificeerd sluitstuk.
  - M1A1E1 - prototype met (inwendig) verchroomde loop (schietbuis).
  - M1A1E3 - prototype met vloeistof gekoelde loop (schietbuis).
  - M2 (1945) - met gemodificeerd sluitstuk.

- Affuitvarianten:
  - T2 - prototype.
  - M1 (1938).
  - M1A1 - gereviseerde T2-onderstellen.
  - Het kanon werd ook gemonteerd op een gemodificeerd M4 Medium Tank Chassis (Sherman) en werd aanvankelijk;155 mm Gun Motor Carriage T83 genoemd, uiteindelijk gestandaardiseerd met de benaming 155 mm Gun Motor Carriage M40. Een hierna geplande variant, de 155 mm Gun Motor Carriage T79, gebaseerd op een T23 Medium Tank-chassis, is niet verder dan de ontwerpfase gekomen.